# Chigorodó
Chigorodó è un comune della Colombia facente parte del dipartimento di Antioquia. Confina a nord con il comune di Carepa, a sud con quelli di Mutatá e Turbo ed a ovest con la stessa Turbo, ad est con il dipartimento di Córdoba.
Il centro abitato venne fondato da José de los Santos Zúñiga, María Paredes, Celestino Díaz e Manuel Correa nel 1878, mentre l'istituzione del comune è dell'aprile 1915.